# تایر بی‌باد

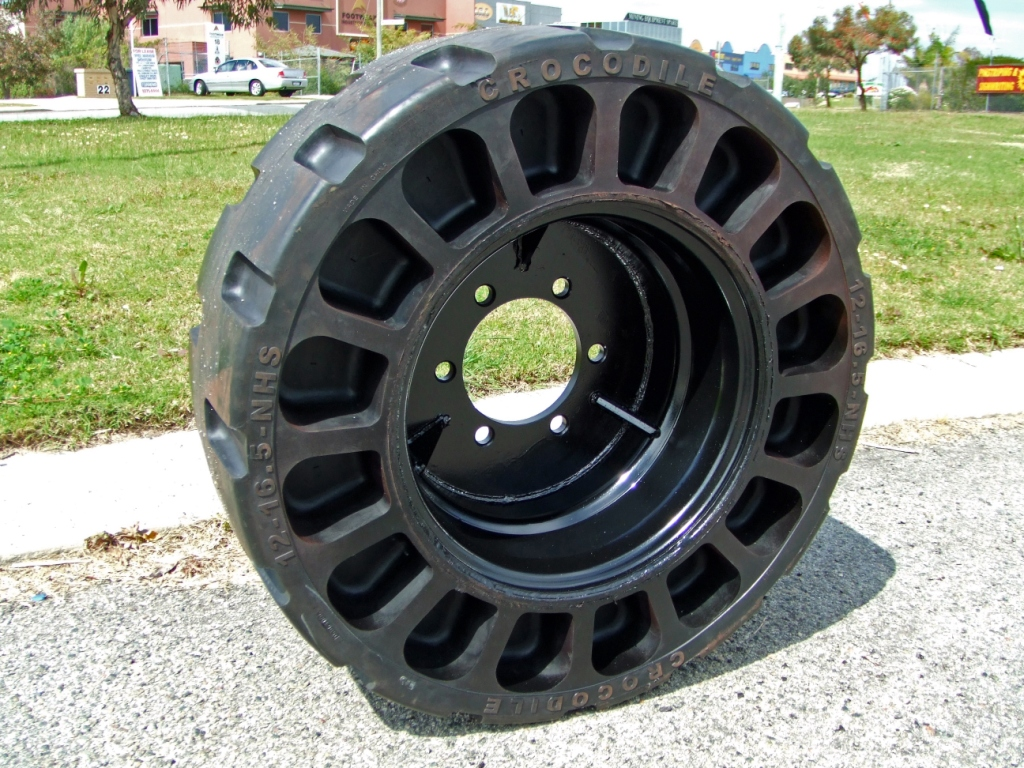
12-16.5 Mk1 Croc Tire با مرکز رینگ نصب شده

تایرهای بی‌باد، تایرهای غیربادی (NPT) یا لاستیک‌های بدون-پنچری تایرهایی هستند که تحت فشار هوا قرار نمی‌گیرند. آنها در برخی از وسایل نقلیه کوچک مانند چمن‌زن سواری و چرخ‌دستی‌های گلف موتوردار استفاده می‌شوند. همچنین از آنها برای تجهیزات سنگین مانند بکهو، که برای کار در مکانهایی مانند تخریب ساختمان، جایی که خطر سوراخ شدن لاستیک زیاد است، مورد نیاز است، استفاده می‌شود. لاستیک‌های تشکیل شده از فوم پلی یورتان با سلول-بسته نیز برای دوچرخه و ویلچر ساخته شده‌است. آنها همچنین معمولاً روی فرغون‌هایی یافت می‌شوند که ممکن است برای کارهای حیاط یا ساخت و ساز استفاده شوند.

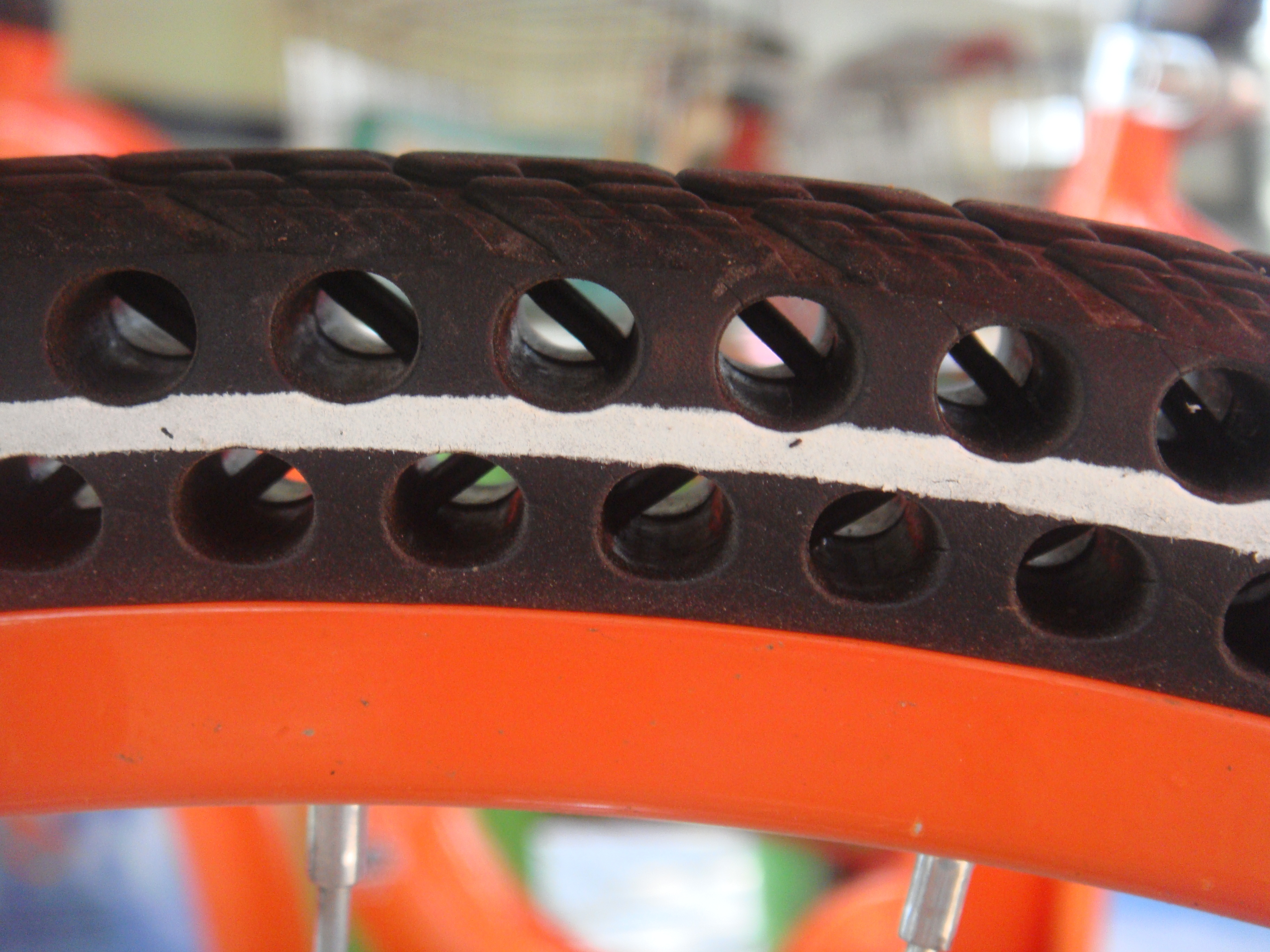
یک لاستیک بی‌باد بر روی موبایک نصب شده‌است

بسیاری از سامانه دوچرخه اشتراکی از این لاستیک‌ها برای کاهش تعمیر و نگهداری استفاده می‌کنند.

## نمونه‌ها
در سال ۲۰۰۵، میشلن یک ترکیبشِ تایر و چرخ، «تیچرخ» (مشتق شده از «تایر» و «چرخ»، که همان‌طور که نام «تیچرخ» نشان می‌دهد، در یک قسمت جدید ترکیب شده، ترکیب شده‌است)، که کاملاً بدون باد کار می‌کند، شروع به توسعه کرد. میشلن ادعا می‌کند که «تیچرخ» آن دارای ویژگی‌های حمل بار، ضربه گیر و جابجایی است که به‌طور مطلوبی با لاستیک‌های بادی معمولی مقایسه می‌شود. با این حال، این تایر هنگام رانندگی بیش از ۵۰ مایل بر ساعت (۸۰ کیلومتر بر ساعت) لرزش زیادی دارد؛ بنابراین این لاستیک فقط برای چرخ‌دستی‌های گلف، ATV و وسایل نقلیه سرنشین دار موجود است. در سال ۲۰۱۹، میشلن و جنرال موتورز هدف خود را از تولید لاستیک بی‌باد برای خودروهای سواری در سال ۲۰۲۴ اعلام کردند. گروه مهندسی خودرو گروه مهندسی مکانیک در دانشگاه کلمسون در حال توسعه یک لاستیک بی‌باد با اتلاف انرژی کم با میشلن از طریق پروژه NIST ATP است.
تایرهای کروکودیل نسخه قوی آن را توسعه‌داده و به فروش می‌رساند که به تجهیزات معدن استاندارد متصل می‌شود.
هانکوک تایر در حال توسعه تایر بی‌باد iFlex است.